# 117388 Jamiemoore
117388 Jamiemoore è un asteroide della fascia principale. Scoperto nel 2004, presenta un'orbita caratterizzata da un semiasse maggiore pari a 2,4342809 UA e da un'eccentricità di 0,2001996, inclinata di 3,13744° rispetto all'eclittica.